# Oscar Sjögren
Josef Oscar Sjögren, född 13 september 1883 i Madesjö socken, Kalmar län, död okänt år, var en svensk-amerikansk skyltmålare och träsnidare.
han var son till hemmansägaren Johannes August Josefsson Sjögren och Emma Kristina Jonsdotter. Sjögren studerade målning och teckning några terminer vid Tekniska skolan i Malmö. Efter studierna etablerade han en måleriverkstad i Malmö men då verksamheten inte fick någon större omfattning utvandrade han omkring 1922 till Amerika. Han bosatte sig i Duluth i Minnesota där han var verksam som skyltmålare. Vid sidan av sitt arbete var han verksam som träsnidare och medverkade i utställningar i New York, Chicago, Minneapolis, Milwaukee med flera orter. Till hans främsta arbeten  hör Amerikabrevet som består av en grupp där gammelfar läser Amerikabrevet vid aftonlampan medan mor andäktigt lyssnar.   